# Rezerwat przyrody Lekowo
Rezerwat przyrody Lekowo – leśny rezerwat przyrody położony w uroczysku Lekowo na terenie gminy Regimin (powiat ciechanowski, województwo mazowieckie).

## Położenie i historia
Został powołany Zarządzeniem Ministra Leśnictwa i Przemysłu Drzewnego z dnia 19 kwietnia 1979 r. Zajmuje powierzchnię 5,31 ha. Leży bezpośrednio przy szosie Niedzbórz – Unikowo – Ciechanów. Przy północnym krańcu stoi tablica informacyjna. Wzdłuż zachodniej granicy obszaru chronionego przebiega droga gruntowa z zakazem wjazdu i dopuszczonym ruchem pieszym.
Teren samego rezerwatu, jak i obszary przyległe w okresie przedwojennym były własnością Ordynacji Opinogórskiej Krasińskich. Zostały znacjonalizowane w 1945 wchodząc w skład Nadleśnictwa Ciechanów.

## Przyroda
W rezerwacie chroniony jest fragment starodrzewu dębowego pochodzenia naturalnego (samosiew po przeprowadzeniu cięć przerębowych) z bogatym runem. Dominującym gatunkiem jest dąb bezszypułkowy w wieku 160-200 lat. W domieszce rośnie sosna w tym samym mniej więcej wieku. W części południowej rezerwatu istnieje piętro dolne z dębem i grabem (35-50 lat), natomiast w okapie drzewostanu gatunkami dominującymi są grab i nieliczne sztuki dębu bezszypułkowego, lipy drobnolistnej oraz klonu zwyczajnego. Najważniejsze gatunki krzewów to grab (podrosty), leszczyna, trzmielina brodawkowata, kruszyna, a w mniejszym stopniu szakłak, dereń, róża i głóg. W runie występują gatunki roślin ściśle chronione: orlik pospolity (Aquilegia vulgaris) i lilia złotogłów (Lilium martagon), a także chronione częściowo: konwalia majowa (Convallaria majalis) i pierwiosnek lekarski (Primula officinalis). Oprócz tego rosną tutaj: zawilec, turzyca palczasta, fiołek leśny, groszek wiosenny, jastrzębiec leśny, borówka czarna, kruszyna pospolita i kostrzewa owcza. Mikoflorę reprezentują m.in. sromotnik smrodliwy i siedzuń sosnowy.
W lasach rezerwatu i bezpośrednim jego otoczeniu występują narażone lub zagrożone gatunki porostów: plamica filcowata (Arthonia byssacea), kropnica żółtawa (Bacidia rubella), pałecznik skupiony (Calicium adspersum), pałecznik zielony (Calicium viride), pałecznik brązowy, trzonecznica kartuska (Chaenotheca chlorella), trzonecznica proszkowata (Chaenotheca stemonea), złociszek jaskrawy, odnożyca mączysta i odnożyca opylona.
W pobliżu rezerwatu Lekowo znajduje się rezerwat przyrody Modła.

## Galeria

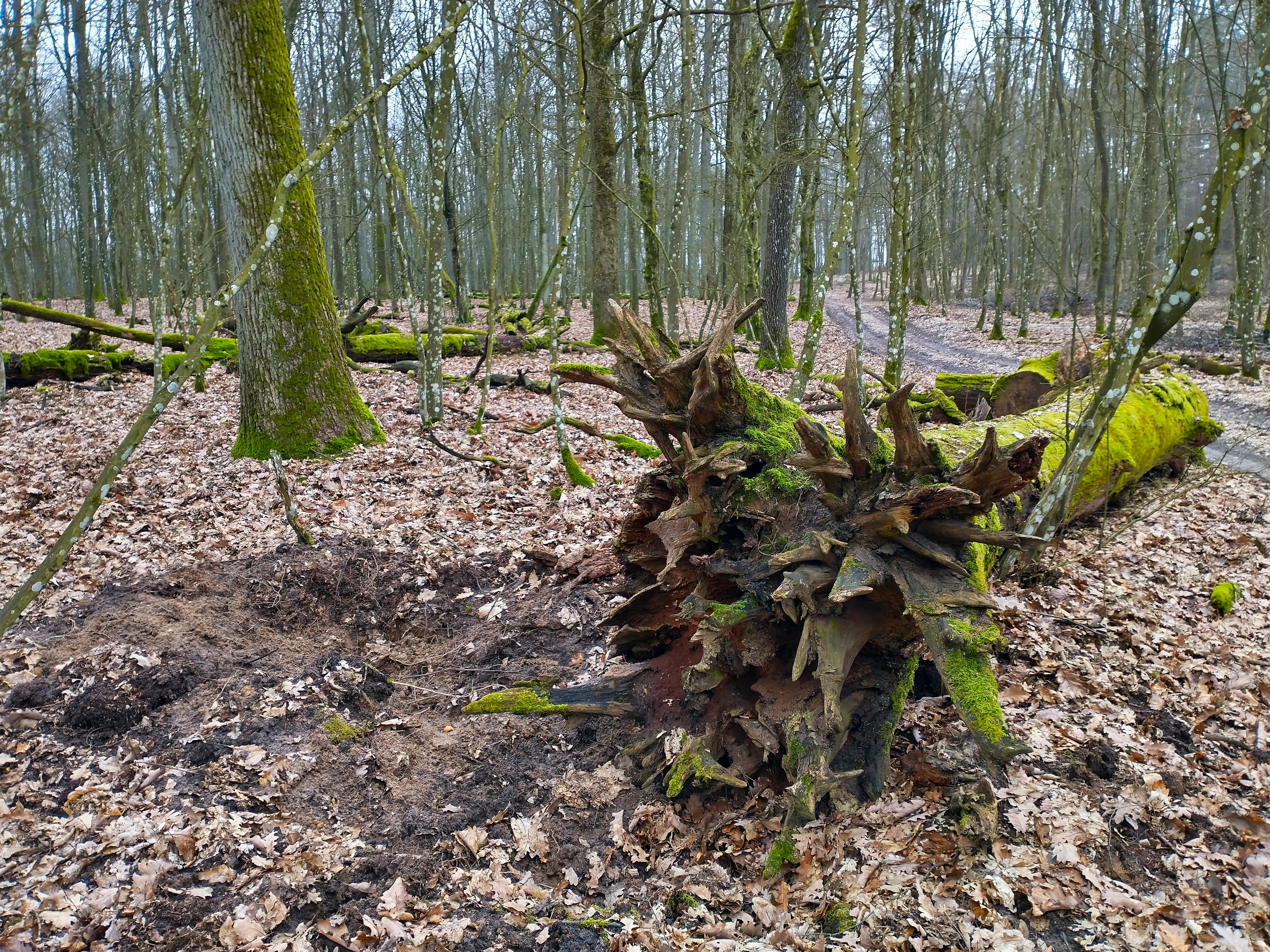
Wnętrze rezerwatu
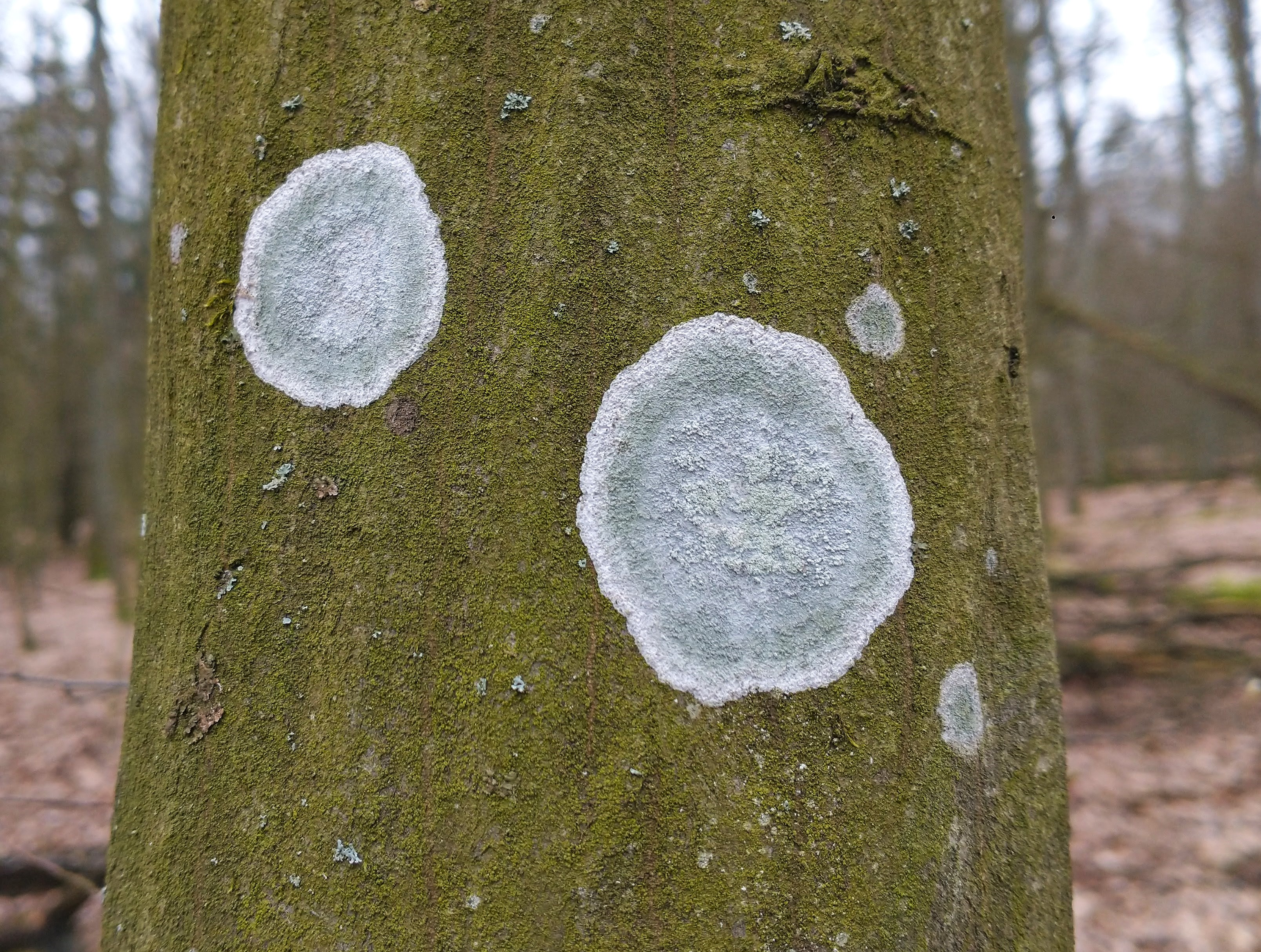
Porosty